# Edwardiaans tijdperk

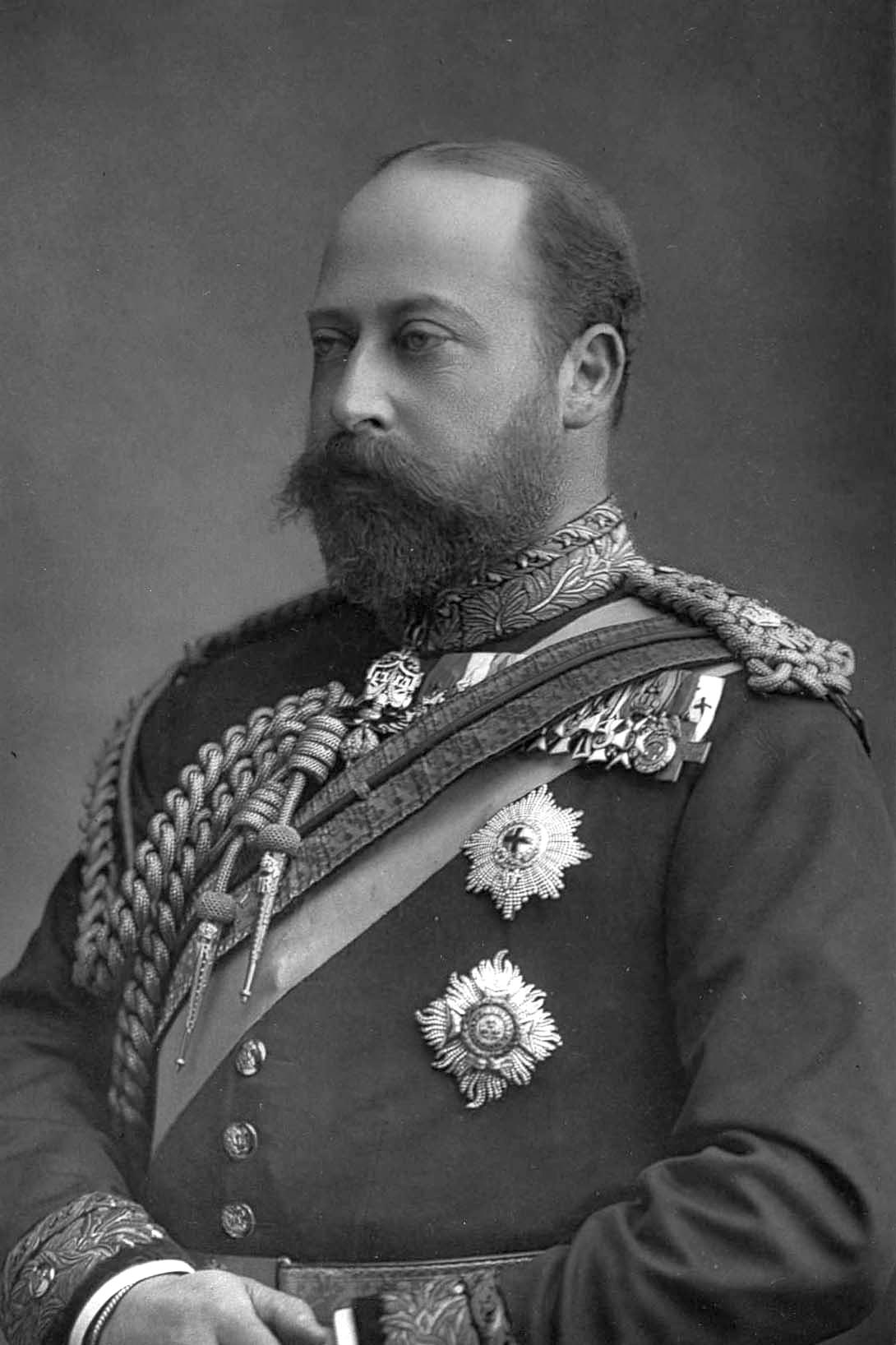
Koning Eduard VII, naamgever van het tijdperk

Met het begrip edwardiaanse tijdperk wordt – in de geschiedenis van het Verenigd Koninkrijk – verwezen naar de tijd van de regering (1901-1910) van koning Eduard VII.

## Kenmerken
In het algemeen wordt gesteld dat het tijdperk begon met de dood van koningin Victoria (in 1901) en eindigde met het begin van de Eerste Wereldoorlog. Deze periode viel samen met het begin van een nieuwe – de twintigste – eeuw en valt (grofweg) te kenschetsen als een periode waarin het Britse Rijk op het hoogtepunt was van zijn macht en als een periode waarin de Britse standenmaatschappij (met poignante verschillen tussen een kleine welvarende bovenlaag en een grote, merendeels in armoede levende onderklasse) nog duidelijk was geprofileerd. 
In cultuurhistorische termen viel deze periode samen met wat elders de Jugendstil of – in Frankrijk – de belle époque werd genoemd. In algemene termen kan men zeggen dat in deze tijd er – zeker en wellicht uitsluitend bij de hogere klassen – een ongeremd vooruitgangsgeloof bestond, een geloof dat gestimuleerd werd door allerlei nieuwe uitvindingen en wetenschappelijke ontdekkingen. Het tijdperk luidde ook de emancipatie in van groepen (met name vrouwen en arbeiders), die tot dan toe geen kans hadden gehad om deel te nemen aan het publieke leven. Het tijdperk wordt over het algemeen ook gezien als de periode waarin het Britse Rijk zijn positie als enige wereldmacht begon te verliezen aan vooral de opkomende Verenigde Staten en het Duitse Keizerrijk.